# Dicaelotus albicinctus
Dicaelotus albicinctus är en stekelart som beskrevs av Heinrich Habermehl 1935.
Dicaelotus albicinctus ingår i släktet Dicaelotus och familjen brokparasitsteklar. Inga underarter finns listade i Catalogue of Life.